# Borș

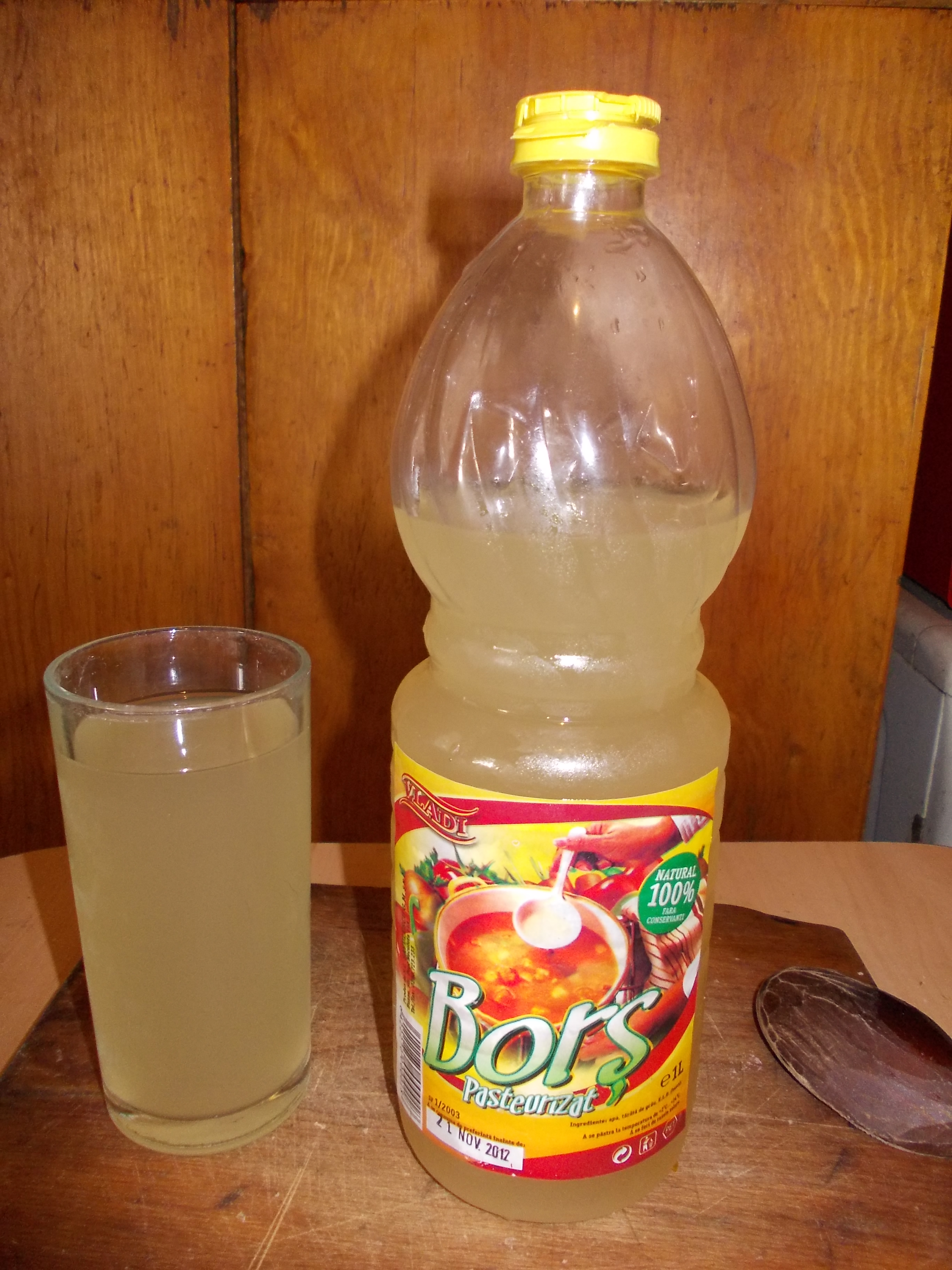
Borş comercialitzat en ampolla

El borș és un preparat líquid agre elaborada a partir de segó de blat o de sègol fermentat. En la cuina romanesa el mateix terme pot fer referència també a les sopes agres (ciorbă) on s'hi utilitza aquest additiu.
L'origen del terme és eslau i, de fet, existeix una altra sopa (el borsx), d'origen ucraïnès, i molt popular als estats de l'Europa central i oriental. Aquesta última no és agra i el component principal és la remolatxa, que li dona una tonalitat vermellosa. A Romania aquesta variant es coneix com a borș rusesc (borsx rus) o ciorbă de sfeclă (sopa de remolatxa).

## Preparació
Els ingredients per a preparar el borș poden variar però, per regla general, s'utilitza segó de blat, farina de blat de moro, branquetes de guindes i api bord. De vegades s'hi afegeixen altres herbes aromàtiques, com ara julivert, anet, api, o es pot substituir el segó de blat amb pa negre. Sobre aquests ingredients s'hi aboca aigua calenta i es deixa fer agre d'entre 1 a 4 dies, depenent de la temperatura de l'entorn.